# Камбарський машинобудівний завод
ТОВ «Камба́рський машинобудівни́й заво́д» — машинобудівне підприємство з виробництва тепловозів, розташоване в місті Камбарка, Удмуртія, Росія.

## Історія
Завод заснований 1767 російським заводчиками Демидовими як Камбарський залізоробний завод. З 1919 називався Камбарський екіпажний завод, з 1933 — Камбарський ливарно-механічний завод, 1944 отримав сучасну назву.

Спочатку завод займався виплавкою заліза (до 60 тисяч тон за рік) та розпилюванням лісу. В кінці XIX століття на ньому почався випуск тарантасів, з початку XX століття на заводі виробляються вагонетки, платформи з дерев'яною рамою, верстати для заточування пилок, цепи. Пізніше освоюється випуск пилорам, крепіжних деталей для верхньої будови шляху. 
З 1950 на заводі почалося виробництво снігоочисних машин, лебідок, пасажирських вагонів та мотовозів для вузькоколійних залізниць.

1983 на Ляйпцизькій міжнародній виставці тепловоз ТГМ-40 нагороджений золотою медаллю та дипломом першого ступеня. Тепловози заводу були поширені по всій радянській вузькоколійній залізниці, і у «соціалістичних» країнах. Вони використовувались на торфорозробках, лісозаготівельних пунктах та як призаводські, широкого розповсюдження набули і на дитячих залізницях.

## Продукція
Тепловози:
- ТУ4 (1962—1974)
- ТУ5 (1967—1973)
- ТУ6 (1968—1971)
- ТУ6А (1973—1988)
- ТУ7 (1971—1986)
- ТГМ40 (з 1982)
- ТУ7А (з 1986)
- ТУ8 (з 1988)
- ТУ10 (з 2010)

Дрезини:
- ТУ6Д (1978—1988)
- ТУ6П (1978—1988)
- ТУ8Г (з 1988)
- ТУ8П (з 1988)

Вагони:
- Вагон-сцеп
- Вагон-цистерна
- Вагон-платформа
- Вагон-їдальня ВП750
- Поштовий вагон ВП750
- Вагон для торфу ТСВ-6А
- Пасажирський вагон ВП750
- Вагон-самоскид (думпкар 47-641)

Колійні машини:
- Снігоочисник СП2
- Снігоочисник ЛД24
- Мотовоз МТК-1 для метро[2]
- Ремонтно-будівельний поїзд ТУ6СПА
- Автомотриса дефектоскопічна АМД-1

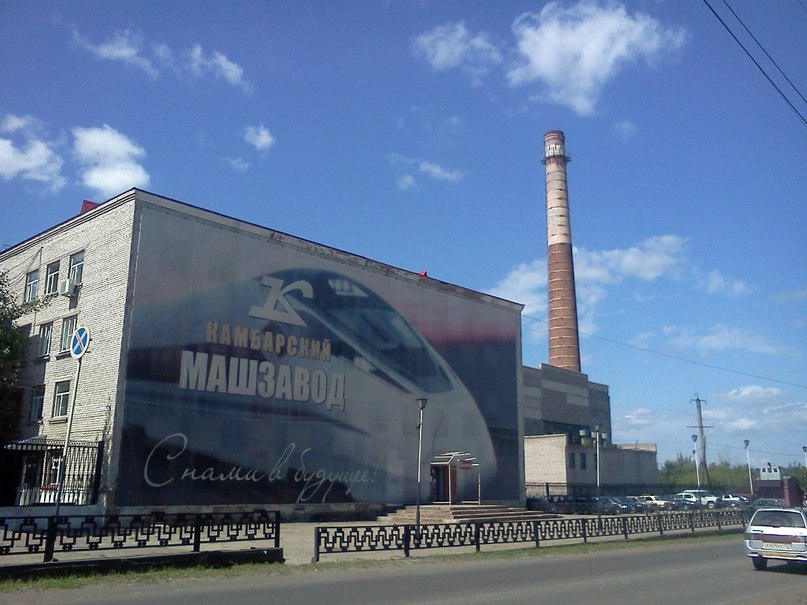
Камбарський машинобудівний завод

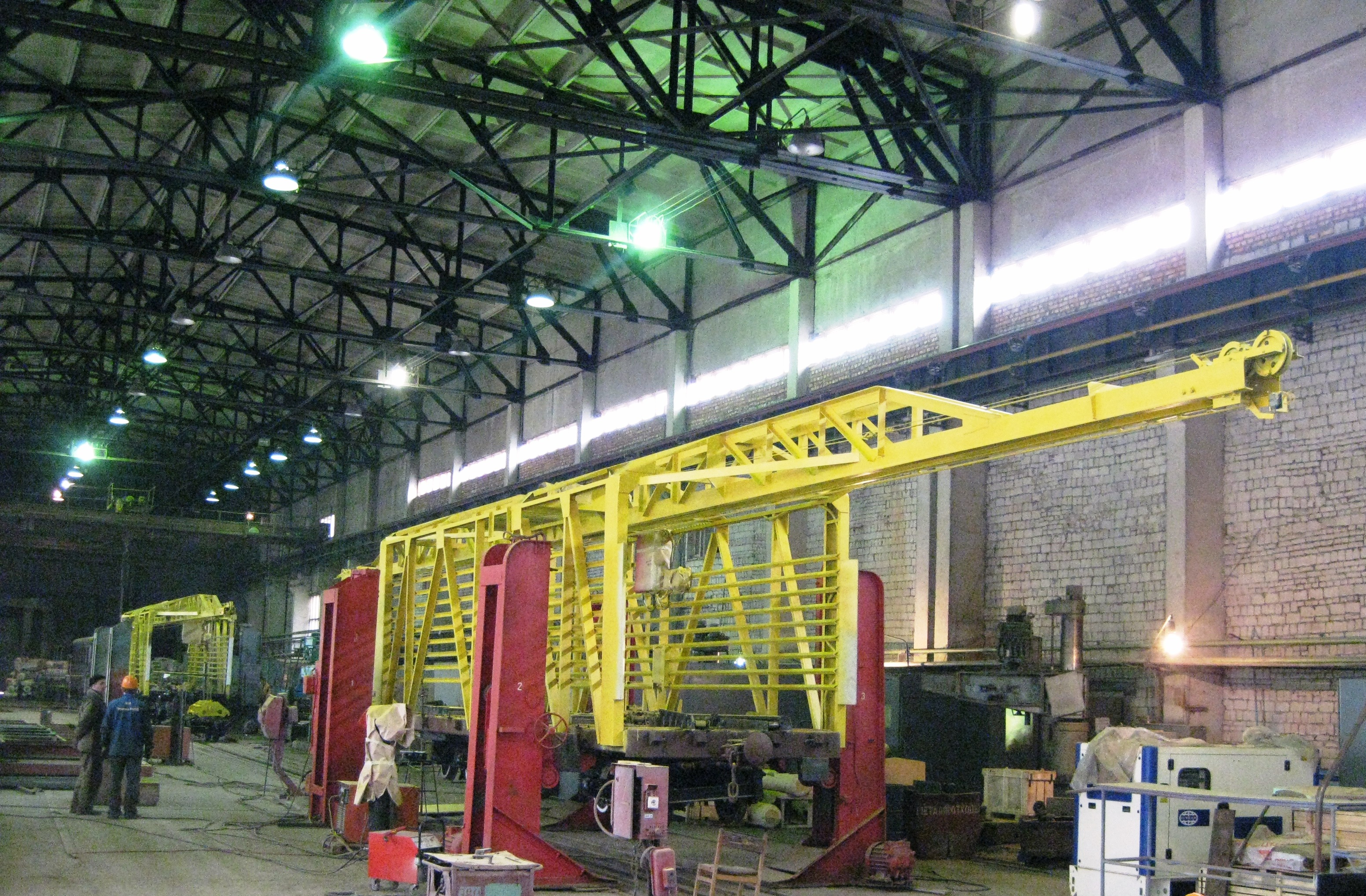
В заводському цеху

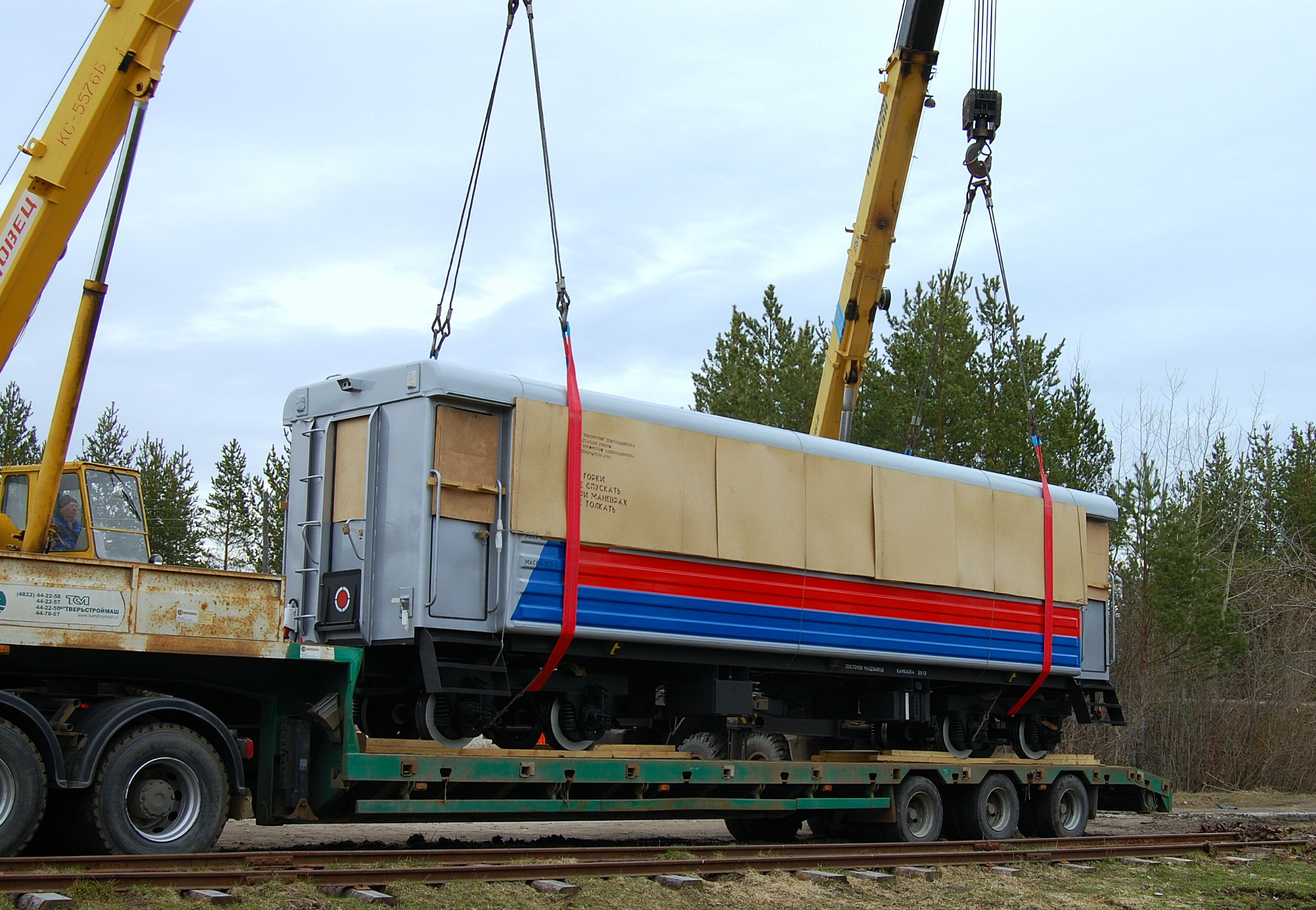
Новий пасажирський вагон ВП750

- Агрегат для очищення водозбірників в метро[3]

## Галерея

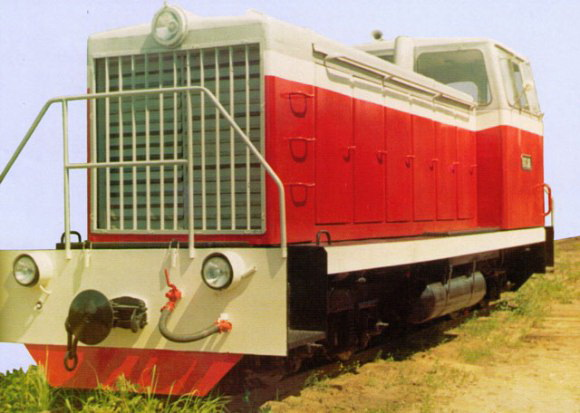
Тепловоз ТУ7А
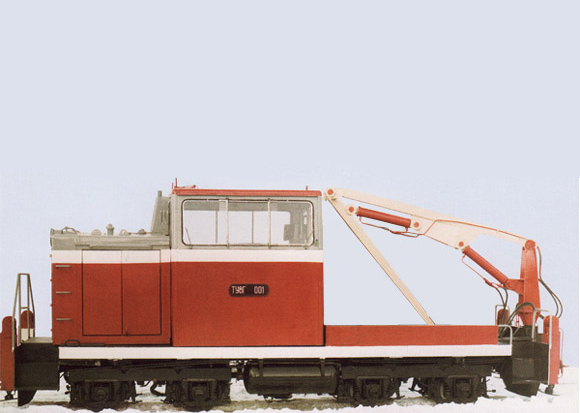
ТУ8Г
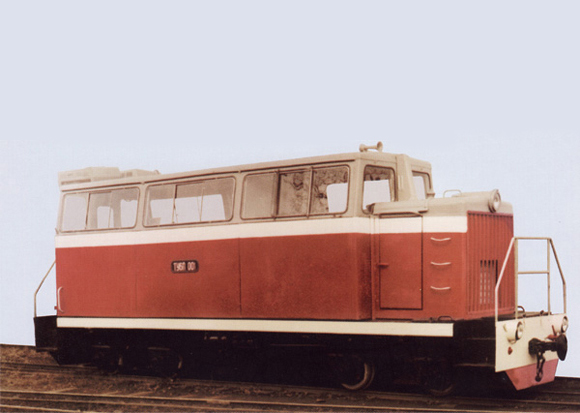
ТУ8П
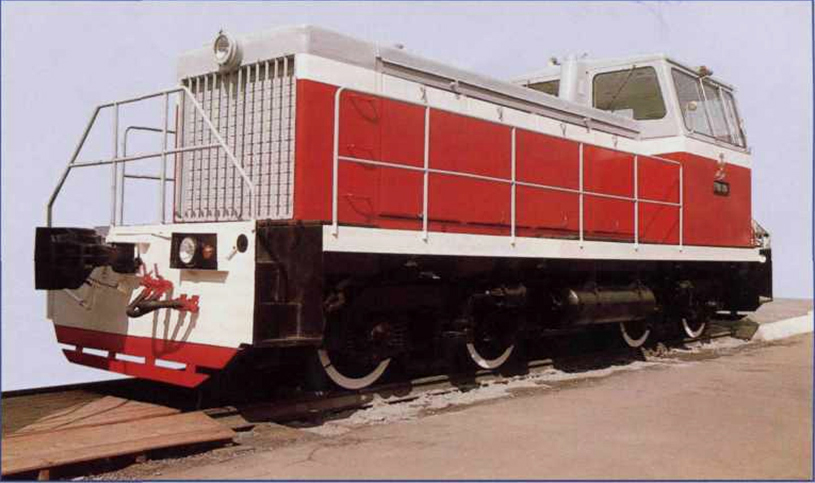
ТГМ40
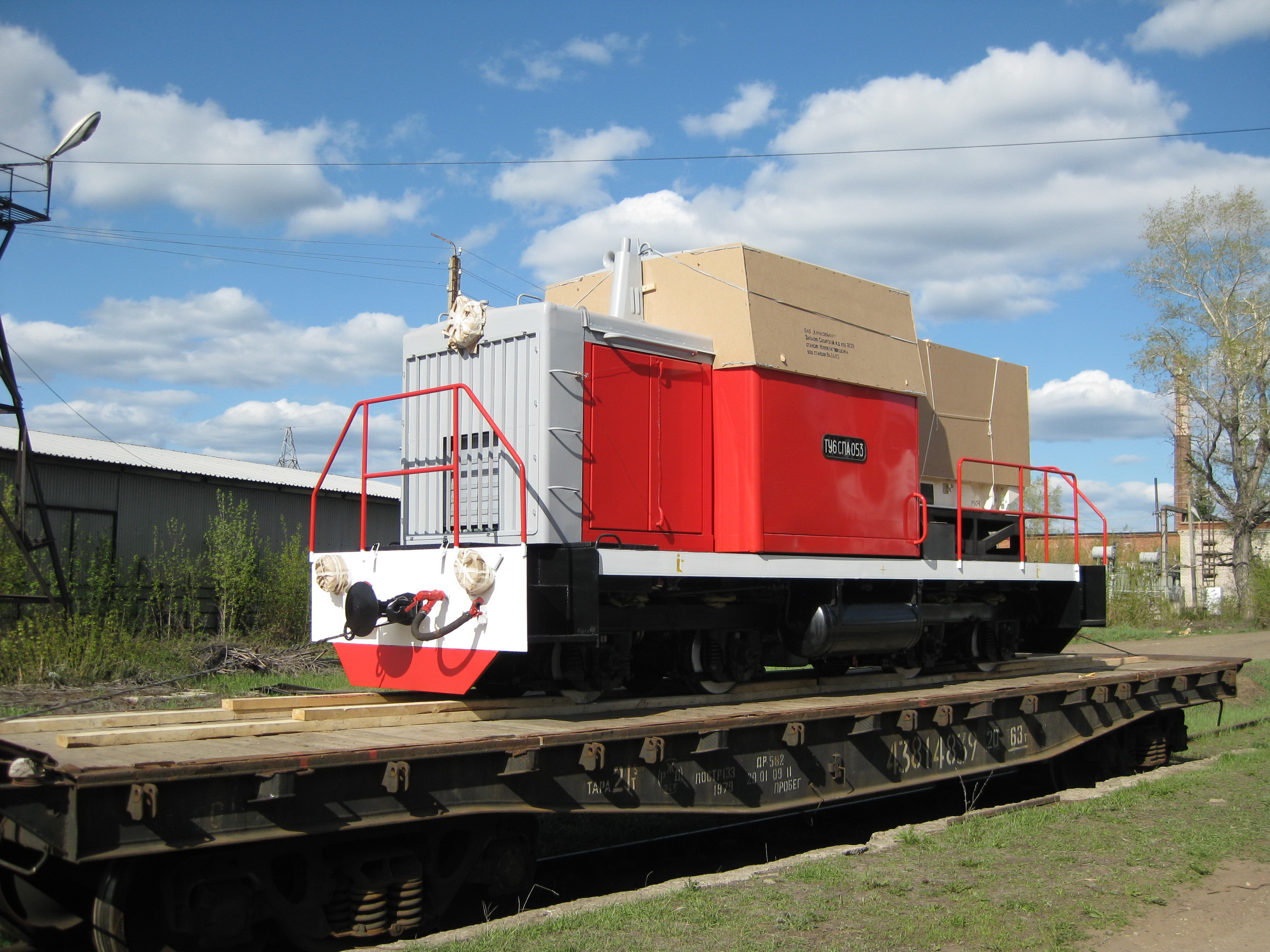
Ремонтно-будівельний поїзд ТУ6СПА
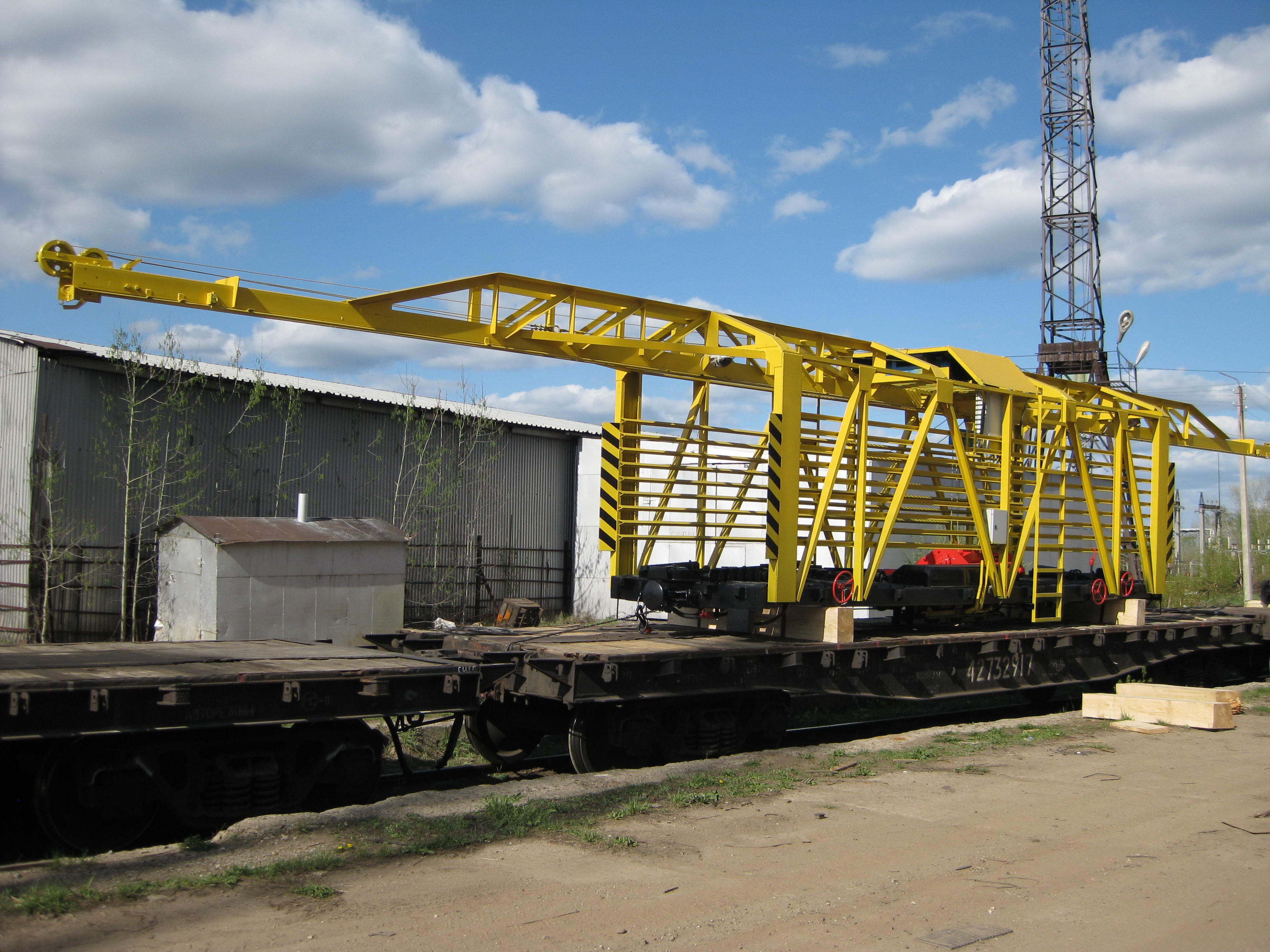
Портальний консольний шляхоукладчик
Вагон для торфу ТСВ-6А